# Ángel Martínez (beisbolista)
Ángel Martínez (Santo Domingo, República Dominicana, 27 de enero de 2002), es un jugador profesional dominicano de béisbol que se desempeña en la posición de jardinero central en Cleveland Guardians, equipo de las Grandes Ligas de Béisbol (MLB).

## Carrera
En 2024, Martínez hizo su debut en la MLB con el equipo Cleveland Guardians, donde lleva jugando una temporada.